# Вулиця Пилипа Коновала
Вулиця Пилипа Коновала — вулиця в Голосіївському та Солом'янському районах міста Києва, місцевість Жуляни. Пролягає від провулку Павла Лі до вулиці Степана Рудницького.

## Історія
Запроєктована у 2010-х років під назвою Проєктна 13017. Сучасна назва — на честь одного із найвидатніших українців Канади, національного героя Канади, героя Першої світової війни, єдиного в історії українця, нагородженого орденом Хреста Вікторії Пилипа Коновала з 2019 року.